# ベン・ヒルズ
ベン・ヒルズ（Ben Hills、1942年 - 2018年6月10日）は、オーストラリアのフリージャーナリスト。イギリス・ヨークシャー生まれ、オーストラリアのシドニー在住。
『プリンセス・マサコ』 (Princess Masako: Prisoner of the Chrysanthemum Throne) の著者。

## 経歴
『フェアファックス』通信員として30年以上50か国以上の取材を経験した。著書にアスベスト災害を取材した『ブルー・マーダー』、3年間にわたる日本での取材について書いた『日本—記事の裏側』など。
オーストラリアのジャーナリズム賞であるウォークリー賞と、年間最優秀記者賞のグラハム・パーキン賞の受賞歴がある。
『プリンセス・マサコ』の内容に対して、日本の外務省や宮内庁は、本書に対し、事実誤認だとする公開書簡を行った。 これに対し、出版を予定していた講談社は要求に応じる姿勢を示し、本書の一部の割愛並びに修正を行うことを試みた。これに対し著者であるヒルズは、著者の了承を得ないまま講談社が一方的に要求に屈したとして反発し、講談社からの版権を引き上げた。その後、本は原著をそのまま翻訳する形で出版することを条件に第三書館から出版された。
2018年6月10日に癌により死去。75歳(もしくは76歳)没。

## 家族
妻はフォトジャーナリストの金森マユ。

## 日本語訳著書
- ベン・ヒルズ/藤田真利子訳『【完訳】プリンセス・マサコ - 菊の玉座の囚われ人』 (第三書館 2007年8月) ISBN 978-4-8074-0707-1